# Stanisław Murzyniak
Stanisław Murzyniak (* 1941 in Kościelisko; † 11. Dezember 2012 ebenda) war ein polnischer Skispringer.

## Werdegang
Murzyniak, der für WKS Zakopane startete, gab am 21. März 1964 sein internationales Debüt beim Czech-Marusarzówna-Memorial in Zakopane, landete allerdings nach Sprüngen auf 76, 81 und 82,5 Metern nur auf dem 35. Platz. Knapp ein Jahr später erreichte er beim internationalen Skisprungwettbewerb von der Wielka Krokiew als Dritter das Podest vor Skisprunggrößen wie Wolfgang Stöhr oder Manfred Queck. In den folgenden Jahren trat Murzyniak regelmäßig bei internationalen Wettkämpfen an. So reihte er sich auch beim Internationalen Sprunglauf um den Wanderpokal der „Volksstimme“ Karl-Marx-Stadt 1967 in Oberwiesenthal zwischen Peter Lesser und Horst Queck auf dem sechsten Rang ein. Darüber hinaus konkurrierte er auch bei der Vierschanzentournee 1967/68, wobei er dort lediglich die hinteren Ränge belegte. So war sein bestes Resultat der 35. Platz von der Bergiselschanze in Innsbruck, sodass es schließlich nur zum 59. Platz in der Gesamtwertung reichte.
Bei den polnischen Meisterschaften gewann Murzyniak 1966 in Wisła hinter Józef Przybyła und Piotr Wala die Bronzemedaille sowie 1970 hinter Stanisław Gąsienica Daniel Silber.

## Statistik

### Vierschanzentournee-Platzierungen
| Saison  | Platz | Punkte |
| ------- | ----- | ------ |
| 1967/68 | 59.   | 644,8  |